# Гроссето (провінція)
Провінція Гроссето (італ. Provincia di Grosseto) — провінція в Італії, у регіоні Тоскана.
Площа провінції — 4 504 км², населення — 228 307 осіб.
Столицею провінції є місто Гроссето.

## Географія
Межує на північному заході з провінцією Ліворно і з провінцією Піза, на півночі і на сході з провінцією Сьєна, на південному сході з провінцією Вітербо (Лаціо).

## Клімат
| Гроссето            | Місяці | Місяці | Місяці | Місяці | Місяці | Місяці | Місяці | Місяці | Місяці | Місяці | Місяці | Місяці | Пора  | Пора  | Пора | Пора  | Рік   |
| Гроссето            | Січ    | Лют    | Бер    | Кві    | Тра    | Чер    | Лип    | Сер    | Вер    | Жов    | Лис    | Гру    | Зим   | Вес   | Літ  | Осі   | Рік   |
| ------------------- | ------ | ------ | ------ | ------ | ------ | ------ | ------ | ------ | ------ | ------ | ------ | ------ | ----- | ----- | ---- | ----- | ----- |
| Темп. макс. (°C)    | 11.9   | 13.0   | 15.1   | 17.9   | 22.2   | 26.4   | 29.9   | 29.8   | 26.5   | 21.7   | 16.2   | 12.6   | 12.5  | 18.4  | 28.7 | 21.5  | 20.3  |
| Темп. мін. (°C)     | 2.7    | 3.3    | 4.6    | 6.8    | 10.2   | 13.9   | 16.7   | 17.1   | 14.7   | 11.2   | 6.8    | 3.7    | 3.2   | 7.2   | 15.9 | 10.9  | 9.3   |
| Опади (мм)          | 64.1   | 56.7   | 56.2   | 49.6   | 39.9   | 27.1   | 20.2   | 37.4   | 64.5   | 86.8   | 93.8   | 64.9   | 185.7 | 145.7 | 84.7 | 245.1 | 661.2 |
| Дні опадів (≥ 1 мм) | 7      | 6      | 7      | 7      | 5      | 3      | 2      | 3      | 4      | 6      | 9      | 7      | 20    | 19    | 8    | 19    | 66    |